# Abolboda ciliata
Abolboda ciliata är en gräsväxtart som beskrevs av Bassett Maguire och Wurdock. Abolboda ciliata ingår i släktet Abolboda och familjen Xyridaceae. Inga underarter finns listade i Catalogue of Life.